# Hasznos tisztesfű
A hasznos tisztesfű (Stachys recta) az ajakosvirágúak (Lamiales) rendjébe és az árvacsalánfélék (Lamiaceae) családjába tartozó faj.

## Elterjedése, élőhelye
Közép- és Dél-Európa területén őshonos. Erdőszéleken, világos fenyő- és tölgyerdőkben, sovány meszes talajú gyepeken elszórtan fordul elő. Megtalálható a Csanádi-hát területén is.

## Megjelenése
Szára 20-60 centiméter magas, bokrosan elágazó. Levelei 6-10 centiméter hosszúak, lándzsásak, szőrözöttek. Virágai füzérben csoportosulnak, pártája halványsárga vagy fehér.